# Економска интеграција
Економска интеграција се остварује на простору који обухвата територије више држава, са циљем да се отклоне препреке кретању, пре свега, робе, али и услуга и фактора производње.

## Настанак
Економске интеграције обично настају на два начина. Први је политичком вољом државе која је довољно снажна да такву идеју наметне (нпр. Римско царство, или европске колонијалне силе XVIII и XIX века). Други је на бази споразума између суверених држава. То је уобичајени начин стварања интеграција у XX веку, и обично подразумева неку врсту институционалне форме удруживања.

## Врсте економских интеграција
Постоји неколико типова економских интеграција, при чему свака следећа укључује у себе карактеристике оне претходне. Уз то, ефекти стварања једног облика интеграције временом се исцрпљују, па тако државе после тога настоје да успоставе више облике сарадње.
- Споразум о преференцијалној трговини - Државе које су закључиле овакав споразум примењују на међусобну размену ниже царинске стопе у односу на царинске стопе које се примењују на увоз из земаља изван споразума. Међутим, ниже царине се, по правилу, не примењују на целокупан увоз, већ само на ону робу која задовољава правила о преференцијалном пореклу. На пример, Велика Британија и земље Комонвелта су после 1919. године успоставиле систем узајамних преференцијалних царина.

Зона слободне трговине се формира у ситуацији када две или више земаља пристану на укидање интерних баријера за обављање трговине. У овом случају су све царине на међусобну размену укинуте. Земље које потпишу споразум о зони слободне трговине одржавају политику независне трговине међу земљама потписницама, при чему се поштују и земље које не припадају групацији. 
У односу на увоз из трећих земаља, свака земља задржава сопствени царински режим. Систем зоне слободне трговине не подржава увоз из земаља чланица са најнижим царинама, који се у суштини своди на претовар робе у остале земље које се налазе у тој групацији. Свака држава очекује да ће користи од повећаног обима међусобне размене бити бар изједначене са губицима са којима се суочавају поједини домаћи произвођачи услед укидања увозне заштите.
Примери за ово су нпр. Европска економска зона (ЕЕЗ) и Центалноевропска зона слободне трговине (ЦЕФТА).
Царинска унија је трговински споразум којим група земаља уводи заједничку царинску тарифу у односу на увоз из трећих земаља, при чему се између њих одвија слободна трговина. Другим речима, царинска унија = зона слободне трговине + заједничка царинска тарифа.
Заједничко тржиште. У овом случају је, поред слободног кретања робе, омогућено и слободно кретање фактора производње – капитала и рада. Наиме, уклањањем препрека међусобној трговини до кога долази стварањем царинске уније, шири се тржиште за различите производе и услуге. Временом, јавља се настојање произвођача да своје комплетно пословање, а не само продају, прошире и на остале земље чланице. Јавља се потреба за повећаним инвестирањем, а и ангажовањем радне снаге, што ствара притисак да се укину препреке које спречавају њихово слободно кретање. Пример је заједничко тржиште Европске Економске Заједнице.
Економска унија. То је заједничко тржиште где се државе чланице договарају и хармонизују своје економске политике или чак спроводе јединствену економску политику. Због тога се обично прави разлика између делимичне и потпуне економске уније (која се још назива и економска и монетарна унија). Код делимичне уније чланице се договарају рецимо о политици каматне стопе, девизних курсева, пореској хармонизацији итд., док код потпуне уније постоји заједнички новац, заједничка централна банка, и влада са наднационалним овлашћењима која спроводи економску политику. Пример за економску унију јесте Европска унија. Импулс за стварањем економске уније се јавља из следећег разлога. Када је у оквиру заједничког тржишта омогућено слободно кретање радне снаге и капитала, природно се јавља потреба за координисањем политика везаних за образовање, обуку, пензије, социјалну заштиту, каматне стопе, стабилност цена, порезе итд., што води усклађивању економске политике и у многим другим областима, а, коначно, и креирању јединствене економске политике. 
Политичка унија. Спровођењем јединствене економске политике владе земаља чланица доста интензивно сарађују. То временом води сарадњи и у многим другим областима, укључујући и одбрамбену и безбедносну политику, а тиме се ствара простор и за креирање политичке уније.

## Поређење облика економских интеграција
Поређење облика економских интеграција, према Кигану и Грину (W. J. Keegan, M. S. Green: Global Marketing, Prentice Hall, 2000.):
| Степен интеграције     | Елиминација царина и квота између земаља чланица | Систем заједничких тарифа и квота | Елиминација рестриктивних мера на кретање фактора и производње | Хармонизација и унификација економско-социјалне политике и институција |
| ---------------------- | ------------------------------------------------ | --------------------------------- | -------------------------------------------------------------- | ---------------------------------------------------------------------- |
| Зона слободне трговине | Да                                               | Не                                | Не                                                             | Не                                                                     |
| Царинска унија         | Да                                               | Да                                | Не                                                             | Не                                                                     |
| Заједничко тржиште     | Да                                               | Да                                | Да                                                             | Не                                                                     |
| Економска унија        | Да                                               | Да                                | Да                                                             | Да                                                                     |